# Scuticaria okinawae
Scuticaria okinawae es una especie de pez de la familia de los morénidas en el orden de los Anguilliformes.

## Morfología
Los machos pueden llegar a alcanzar los 90,5 cm de longitud total.

## Distribución geográfica
Se encuentra desde Mauricio hasta Hawái, Tahití y Japón.